# کجا می‌روی آیدا؟
کجا می‌روی آیدا؟ (به انگلیسی: Quo Vadis, Aida?) یک فیلم جنگی درام به نویسندگی و کارگردانی یاسمیلا ژبانیچ محصول سال ۲۰۲۰ است. این فیلم برای اولین بار در بخش اصلی هفتاد و هفتمین دوره جشنواره بین‌المللی فیلم ونیز به نمایش درآمد.
این فیلم نامزد جایزه اسکار بهترین فیلم غیرانگلیسی در نود و سومین دوره جوایز اسکار بود و در دسامبر ۲۰۲۱ به عنوان بهترین فیلم سال ۲۰۲۱ اروپا برگزیده شد.